# Allgemeinbildende Schule
Allgemeinbildende Schule (gemäß neuer Rechtschreibung auch allgemein bildende Schule) ist der Oberbegriff für alle Schulen, die nicht mit einem Berufsabschluss enden.
Gemeinsam ist diesen Schulen die Vermittlung von Allgemeinwissen im Gegensatz zur primären Vermittlung von Fachwissen an berufsbildenden Schulen. Tatsächlich vermitteln auch berufsbildende Schulen (im allgemeinbildenden Unterricht) Allgemeinbildung, und unter den allgemeinbildenden Schulen gibt es zahlreiche Formen, die speziell berufsvorbereitend oder facheinschlägig orientiert sind (so etwa Wirtschaftsgymnasien oder Sportgymnasien).
Allgemeinbildende Schulen können Pflichtschulen (Schulen zur Erfüllung der Schulpflicht) oder weiterführende Schulen,
Regelschulen oder Schulen in freier Trägerschaft (Privatschulen), Spezial- und Förderschulen sein.

## Grundlegendes

### International
Ein Bildungsweg, der Basisbildung, allgemeine Lebens- und Sozialkompetenz und einen gewissen geistigen Horizont sicherstellt (life skills), ohne direkte Einbindung in die Arbeitswelt, gehört zu den modernen Grundforderungen, wie sie etwa das Programm Bildung für Alle (Education for All, EFA) der UNESCO einfordern.
In der International Standard Classification of Education (ISCED 2011) umfassen die allgemeinbildenden Schulen die frühschulischen Programme der  Stufe 0 Elementarbereich (Vorschulen), die Stufe 1 Primarbereich, die nicht berufsbildende Sekundarbildung  der Stufe 24 des Sekundarbereichs I und die nicht berufsbildende   Stufe 34 des Sekundarbereichs II sowie die  Stufe 4 Postsekundarer, nicht tertiärer Bereich für einen Hochschulzugang.
Da in den entwickelten Nationen ein Verbot der Kinderarbeit (Recht jedes Menschen auf Bildung, Allgemeine Erklärung der Menschenrechte 1948) besteht, findet eine Berufsbildung prinzipiell erst nach 14/15 statt, daher sind sämtliche Schulen bis zu diesem Alter allgemeinbildend, wobei aber viele allgemeinbildende Schulen spezielle facheinschlägige Schwerpunkte setzen (berufsvorbereitende Schulen).

### Europa
Die Trennung der explizit allgemeinbildenden höheren Schulen (Sekundarstufe II, also bis etwa 18/20), deren vorrangiger Zweck die Hochschulvorbereitung ist, und der berufsbildenden Schulen ist eine Besonderheit der Schulsysteme im deutschen Sprachraum – der allgemeinbildende Abschluss als solcher gilt als nicht sonderlich wertvoll, und der Anteil derer, die nur mit Abitur/Matura abschließen, ist extrem gering. In den skandinavischen Schulsystemen beispielsweise stehen in der Sekundarstufe Allgemein- und Berufsbildung in Kurssystemen gleichwertig nebeneinander, und ein Großteil aller Schüler schließt mit Hochschulreife ab.
| Land             | ISCED 1–3 ohne Zuordnung      | ISCED 3B, 3C lang, 4 | ISCED 3A                  | ISCED 5B                    | ISCED 5A, 6            |
| ---------------- | ----------------------------- | -------------------- | ------------------------- | --------------------------- | ---------------------- |
|                  | (formal gering Qualifizierte) | (Berufs- abschluss)  | (allgemein- bildender A.) | (Berufs- qualifikation) (1) | (Hochschul- abschluss) |
| Belgien          | 35                            | 10                   | 24                        | 17                          | 13                     |
| Dänemark         | 18                            | 45                   | 05                        | 08                          | 20                     |
| Deutschland      | 16                            | 56                   | 02                        | 10                          | 15                     |
| Frankreich       | 35                            | 31                   | 10                        | 10                          | 14                     |
| Finnland         | 23                            | 0                    | 43                        | 17                          | 17                     |
| Irland           | 37                            | 10                   | 24                        | 11                          | 17                     |
| Italien          | 52                            | 09                   | 28                        | –                           | 11                     |
| Luxemburg        | 37                            | 24                   | 15                        | 09                          | 13                     |
| Niederlande      | 29                            | 20                   | 22                        | 02                          | 26                     |
| Norwegen         | 11                            | 44                   | 12                        | 02                          | 30                     |
| Österreich       | 20                            | 56                   | 06                        | 09                          | 09                     |
| Polen            | 50                            | 04                   | 31                        | –                           | 16                     |
| Portugal         | 75                            | 01                   | 12                        | –                           | 13                     |
| Schweiz          | 17                            | 48                   | 06                        | 10                          | 18                     |
| Slowakei         | 16                            | 36                   | 36                        | 01                          | 12                     |
| Spanien          | 55                            | 06                   | 12                        | 07                          | 19                     |
| Schweden         | 17                            | 0                    | 48                        | 15                          | 19                     |
| Tschechien       | 11                            | 43                   | 33                        | –                           | 12                     |
| Vereinigtes Kgr. | 35                            | 21                   | 15                        | 09                          | 20                     |

Quelle: OECD, Stand 2004.
(1) tertiäre, nicht hochschulische Bildung
Nicht erfasst sind in solchen ISCED-Beurteilungen über die Berufsqualifikation Personen, die sich innerberuflich weiterbilden (On-the-job-Bildung), sie stellen nur die Rolle des Schulsystems in der Bildungsqualifikation dar.

## Nationales

### Deutschland
Allgemeinbildende Schulen in Deutschland sind: Vorklassen, Schulkindergärten, Grundschulen, schulartunabhängige Orientierungsstufen, Hauptschulen, Schularten mit mehreren Bildungsgängen, Realschulen, Gymnasien, integrierte Gesamtschulen, Freie Waldorfschulen, Förderschulen, Abendhauptschulen, Abendrealschulen, Abendgymnasien und Kollegs.
Im Schuljahr 2008/09 besuchten in Deutschland 9.023.572 Schüler diese Schulen,
davon 926.426 (10 %) Privatschulen.
2010/11 waren es nur mehr 8.796.894 Schüler.

### Österreich
Im Schulsystem in Österreich unterscheidet man vier Arten der Schulkategorie Allgemein bildende Schule:
- Allgemein bildende Pflichtschulen (APS), die nicht weiterführenden Schulen, das sind Volksschule (VS), Hauptschule (HS), Polytechnische Schule (PS/PTS), Sonderschule (SS)
- Allgemein bildende mittlere Schulen (AMS), eine jüngst neu eingeführte Klasse, das ist die Neue Mittelschule (NMS)
- Allgemein bildende höhere Schulen (AHS), die weiterführenden Schulen zur Matura, das sind Gymnasium (G), Realgymnasium (RG), Wirtschaftskundliches Realgymnasium (WRG), Aufbaugymnasium (AG, selten), deren Oberstufen- und Postsekundarformen, sowie die Kooperative Mittelschule (KMS, ein Schulversuch zur Mittelschule, auch als Projekt einer HS)
- Sonstige allgemein bildende Schule (Statut, SAS), Schulen mit eigenständigem Lehrplan in dieser Kategorie

Die allgemeinbildenden Schularten und -formen machen fast 90 % aller Schulen aus (5512 von 6178, 2011/12),
und werden von 2⁄3 aller Schüler besucht (797.186 von 1.166.525, 2011/12).
Der hohe Anteil der Schulen liegt daran, dass Volks- und Hauptschulen typischerweise viel kleiner sind als höhere Schulen: Es gibt etwa 330.000 Schüler an über 3000 Volksschulen (öffentlich oder Statut), und Haupt- und höhere Schulen (AHS) werden von je 200.000 Schülern besucht, aber es gibt über 1000 Haupt- und nur etwas über 250 Schulen AHS mit Unter- und Oberstufe, und weitere 70 reine Oberstufenschulen.
In Österreich muss jeder Schüler mindestens neun Schuljahre an der allgemeinbildenden Schule verbringen (Zeit der Unterrichtspflicht von 6–15). Nach dieser Allgemeinbildung bis zur Sekundarstufe I verbleiben etwa 20 % ohne weitere schulische Ausbildung (formal gering Qualifizierte, einschließlich innerberuflicher Weiterbildung), 5 % verbleiben nach der Oberstufe mit Matura (reine höhere Allgemeinbildung), etwa 55 % wählen eine Berufsausbildung ohne oder mit höherem Abschluss, und knapp 20 % absolvieren einen Hoch- oder Fachhochschulabschluss (zu gleichen Anteilen).